# NGC 3270
NGC 3270 est une vaste galaxie spirale intermédiaire située dans la constellation du Lion. NGC 3270 a été découverte par l'astronome germano-britannique William Herschel en 1785.

## Caractéristiques
Sa vitesse par rapport au fond diffus cosmologique est de 6 567 ± 22 km/s, ce qui correspond à une distance de Hubble de 96,9 ± 6,8 Mpc (∼316 millions d'al).
À ce jour, neuf mesures non basées sur le décalage vers le rouge (redshift) donnent une distance de 81,489 ± 5,359 Mpc (∼266 millions d'al), ce qui est tout juste à l'extérieur des valeurs de la distance de Hubble. Notons cependant que c'est avec la valeur moyenne des mesures indépendantes, lorsqu'elles existent, que la base de données NASA/IPAC calcule le diamètre d'une galaxie et qu'en conséquence le diamètre de NGC 3270 pourrait être d'environ 90,2 kpc (∼294 000 al) si on utilisait la distance de Hubble pour le calculer.
La classe de luminosité de NGC 3270 est II et elle présente une large raie HI. NGC 3270 est possiblement une galaxie active (AGN ?). De plus, c'est une galaxie du champ, c'est-à-dire qu'elle n'appartient pas à un amas ou un groupe et qu'elle est donc gravitationnellement isolée.
Selon la base de données Simbad, NGC 3270 est une galaxie LINER, c'est-à-dire une galaxie dont le noyau présente un spectre d'émission caractérisé par de larges raies d'atomes faiblement ionisés.
En raison d'une brillance de surface égale à 14,09 mag/am2, on peut qualifier NGC 3270 de galaxie à faible brillance de surface (LSB en anglais pour low surface brightness). Les galaxies LSB sont des galaxies diffuses (D) avec une brillance de surface inférieure de moins d'une magnitude à celle du ciel nocturne ambiant.